# Japanische Tischtennismeisterschaft
Die Alljapanische Tischtennismeisterschaft (jap. 全日本卓球選手権大会, Zen-Nihon takkyū senshuken taikai) ermittelt jedes Jahr im Januar die nationalen japanischen Meister im Tischtennis. Ausrichter ist die Nihon Takkyū Kyōkai, der japanische Tischtennisverband. Die Meisterschaft findet heute im Tōkyō Taiikukan im Tokioter Bezirk Shibuya statt; früher waren das Tōkyō Budōkan in Adachi, in manchen Jahren auch andere Städte Austragungsort.
Das Turnier wird im einfachen KO-Modus ausgetragen, beim Turnier 2010 im Januar 2011 gab es 270 Teilnehmer beim Herren-Einzel und 263 beim Damen-Einzel. Der Sieger der Herren erhält wie bei nationalen Meisterschaften in anderen Sportarten den „Kaiserpokal“ (Tennō-hai), die Siegerin den „Kaiserinnenpokal“ (Kōgō-hai). Daneben gibt es im allgemeinen Turnier (ippan no bu) Wettbewerbe für Herren- und Damendoppel, sowie seit 1946 im gemischten Doppel.
Seit 1950 gibt es daneben ein Juniorenturnier, ab 1947, 1951 und 1960 Meisterschaften für Senioren in den Kategorien „Senior“, „Veteran“ und „Open“, seit 1967 ein Mastersturnier, seit 1980 das „Kadettenturnier“ und den „Hopes Cup Bambi“ für Schüler bis zum zweiten Jahr der Mittelschule sowie seit 1966 einen Mannschaftswettbewerb.

## Historische Meister
Anmerkung: Die mit Fragezeichen markierten Namen sind wahrscheinliche oder bei mehreren häufigen Varianten mögliche, aber nicht verifizierte Namenslesungen. Die (sino-)japanischen Lesungen zu koreanischen bzw. chinesischen Namen sind ggf. hinter dem Schrägstrich angegeben.
| Turnier *              | Ort        | Herreneinzel             | Dameneinzel         | Herrendoppel                                        | Damendoppel                                          | Mixed                                                     |
| ---------------------- | ---------- | ------------------------ | ------------------- | --------------------------------------------------- | ---------------------------------------------------- | --------------------------------------------------------- |
| 1936                   | Tokio      | Takeo Nakagawa           | Kiyo Hobara (?)     | Kōjirō Yamada Kanezō Tamura (?)                     | Kiyo Hobara (?) Michiko Takahashi                    | –                                                         |
| 1937                   | Tokio      | Chōgo Watanabe (?)       | Kiyo Hobara (?)     | Kiyoshi Kawamura (?) Minoru Horigawa (?)            | Shizue Yokota (?) Kikue Yoshida (?)                  | –                                                         |
| 1938                   | Tokio      | Takashi Kon              | Kiyo Hobara (?)     | Takashi Kon Suekichi Suyama (?)                     | Kikue Yoshida (?) Yasuko Matsuura (?)                | –                                                         |
| 1939                   | Tokio      | Takashi Kon              | Kiyo Hobara (?)     | Takashi Kon Suekichi Suyama (?)                     | Kikue Yoshida (?) Yasuko Matsuura (?)                | –                                                         |
| 1940                   | Tokio      | Lai Tianyi/Ten’i Rai (?) | Yasuko Matsuura     | Choe Kun-hang/Konkō Sai (?) Enosusuke Nishiyama (?) | Emika Takaichi (?) Tokie Tanaka (?)                  | –                                                         |
| 1941–1945 unterbrochen |            |                          |                     |                                                     |                                                      |                                                           |
| 1946                   | Takarazuka | Norikazu Fujii           | Kimie Katō          | Enosusuke (?) Nishiyama Hiroyoshi Nishimura (?)     | Kimie Katō Misako Asahori (?)                        | Norikazu Fujii Kiyoko Matsumoto                           |
| 1947                   | Nagoya     | Norikazu Fujii           | Kiyoko Matsumoto    | Toyonori Kadoo (?) Morinosuke Itō                   | Kiyoko Matsumoto Yoshiko Itō (?)                     | Suteji Yoe (?) Kimie Katō                                 |
| 1948                   | Yokohama   | Norikazu Fujii           | Kiyoko Matsumoto    | Tadaaki Hayashi Yoshihiro Namba (?)                 | Keiko Satō Masako Inoue                              | Taiji Moriya (?) Mutsuko Watanabe (?)                     |
| 1949                   | Takamatsu  | Norikazu Fujii           | Yoshiko Tanaka      | Norikazu Fujii Yasuhiko Kaminishi (?)               | Keiko Satō Masako Inoue                              | Hikosuke Tamasu Yoshiko Tanaka                            |
| 1950                   | Suwa       | Tadaaki Hayashi          | Shizuka Narahara    | Hiroo Matsuyama (?) Seiji Yamada                    | Tomie Nishimura Reiko Ishihara                       | Shiro Mizohata Kiyoko Nishiyama                           |
| 1951                   | Kyōto      | Norikazu Fujii           | Tomie Nishimura     | Shiro Mizohata Akio Ihara (?)                       | Tomie Nishimura Reiko Ishihara                       | Tadao Hōseki (?) Yoshiko Tanaka                           |
| 1952                   | Tokushima  | Yoshio Tomita            | Yoshiko Tanaka      | Kichinosuke Furusawa (?) Kōzō Naka (?)              | Fujiko Satō Chiyoko Yamamoto                         | Toshihiko Honjō (?) Tomie Nishimura                       |
| 1953                   | Tenri      | Ichirō Ogimura           | Hinako Watanabe (?) | Ichirō Ogimura Masanori Yamada                      | Yoshiko Tanaka Kiyoko Tasaka                         | Kazuo Kawai Hideko Gotō                                   |
| 1954                   | Yokosuka   | Toshiaki Tanaka          | Fujie Eguchi        | Yoshito Nagahama (?) Kōichi Hirose                  | Fujiko Satō Chiyoko Yamamoto                         | Kazuo Kawai Hideko Gotō                                   |
| 1955                   | Tokio      | Toshiaki Tanaka          | Hinako Watanabe (?) | Akio Nohira Tatsuo Tsuno                            | Fujiko Satō Chiyoko Yamamoto                         | Toshiaki Tanaka Chieko Ikuno                              |
| 1956                   | Tokio      | Toshiaki Tanaka          | Fujie Eguchi        | Ichirō Ogimura Toshiaki Tanaka                      | Hinako Watanabe (?) Yoshiko Shidara                  | Ichirō Ogimura Tomi Ōkawa                                 |
| 1957                   | Tokio      | Seiji Narita             | Kazuko Yamaizumi    | Shōichi Sakai Atsuo Sahara (?)                      | Fujie Eguchi Kazuko Yamaizumi                        | Shun Sakamoto (?) Taeko Namba (?)                         |
| 1958                   | Ōmiya      | Seiji Narita             | Kimiyo Matsuzaki    | Tadashi Ishibashi (?) Yoshinori Yamamoto (?)        | Kimiyo Matsuzaki Yoshiko Murakami                    | Ichirō Ogimura Tomi Ōkawa                                 |
| 1959                   | Tokio      | Gorō Shibuya             | Kimiyo Matsuzaki    | Teruo Murakami Gorō Shibuya                         | Kimiyo Matsuzaki Yoshiko Murakami                    | Teruo Murakami Kazuko Yamaizumi                           |
| 1960                   | Tokio      | Nobuya Hoshino           | Kazuko Yamaizumi    | Yoshinori Yamamoto (?) Tadashi Ishibashi (?)        | Yoshiko Shidara Kazuko Yamaizumi                     | Yoshiko Murakami Kazuko Yamaizumi                         |
| 1961                   | Tokio      | Kōji Kimura              | Masako Seki         | Keiichi Miki Eiji Segawa (?)                        | Kimiyo Matsuzaki Yoshiko Murakami                    | Nobuya Hoshino Kazuko Itō                                 |
| 1962                   | Tokio      | Keiichi Miki             | Kimiyo Matsuzaki    | Manji Fukushima Tadayoshi Yoshimoto (?)             | Yoshiko Shidara Chizuko Nakayama (?)                 | Kōji Kimura Takako Takeshima (?)                          |
| 1963                   | Tokio      | Ken Konaka (?)           | Masako Seki         | Takashi Shinkai Ken’ichi Kobayashi                  | Kazuko Itō Noriko Yamanaka                           | Takahiro Itō (?) Michiko Ishizaka (?)                     |
| 1964                   | Tokio      | Kōji Kimura              | Noriko Yamanaka     | Mitsuhisa Masaki (?) Noboru Arimoto (?)             | Masako Seki Natsumi Takeshita                        | Keiichi Miki Masako Seki                                  |
| 1965                   | Tokio      | Nobuhiko Hasegawa        | Sachiko Morisawa    | Hajime Kagimoto Toshio Saitō (?)                    | Sachiko Morisawa Tomoko Shitayama (?)                | Nobuhiko Hasegawa Tomoko Tanaka (?)                       |
| 1966                   | Nagoya     | Nobuhiko Hasegawa        | Noriko Yamanaka     | Hideya Tanaka (?) Atsushi Katō (?)                  | Toshiko Asae (?) Toshiko Naoi (?)                    | Keiichi Miki Noriko Yamanaka                              |
| 1967                   | Nagoya     | Shigeo Itō               | Yukie Ōzeki         | Shigeo Itō Mitsuru Kōno                             | Miho Hamada Mieko Ono (?)                            | Satoru Kawahara Yukie Ōzeki                               |
| 1968                   | Nagoya     | Shigeo Itō               | Toshiko Kowada      | Shigeo Itō Mitsuru Kōno                             | Toshiko Kowada Yasuko Konno                          | Nobuhiko Hasegawa Yasuko Konno                            |
| 1969                   | Tokio      | Nobuhiko Hasegawa        | Toshiko Kowada      | Nobuhiko Hasegawa Shigeo Itō                        | Mieko Fukuno Mieko Hirano                            | Ariyoshi Kondō Yasuko Konno                               |
| 1970                   | Ise        | Nobuhiko Hasegawa        | Yukie Ōzeki         | Tetsuo Inoue Isao Nakandare                         | Mieko Hirano Reiko Sakamoto                          | Nobuhiko Hasegawa Yukie Ōzeki                             |
| 1971                   | Tokio      | Nobuhiko Hasegawa        | Yukie Ōzeki         | Tetsuo Inoue Isao Nakandare                         | Miho Hamada Yukie Ōzeki                              | Katsuyuki Abe Reiko Sakamoto                              |
| 1972                   | Nagoya     | Norio Takashima          | Sachiko Yokota      | Shigeo Itō Katsuyuki Abe                            | Yasuko Konno Mieko Hirano                            | Katsuyuki Abe Reiko Sakamoto                              |
| 1973                   | Tokio      | Nobuhiko Hasegawa        | Yukie Ōzeki         | Tokio Tasaka Yūjirō Imano                           | Tomie Edano Kumiko Nagahora (?)                      | Takashi Tamura Ayako Ono                                  |
| 1974                   | Tokio      | Katsuyuki Abe            | Sachiko Yokota      | Tokio Tasaka Yūjirō Imano                           | Mayumi Kuzumaki (?) Chieko Ono (?)                   | Shigeo Itō Yukie Ōzeki                                    |
| 1975                   | Tokio      | Mitsuru Kōno             | Yukie Ōzeki         | Seizō Fujimoto (?) Masayuki Kuze                    | Tokuko Takayama Kayo Sugaya                          | Shigeo Itō Yukie Ōzeki                                    |
| 1976                   | Tokio      | Mitsuru Kōno             | Chieko Ono (?)      | Katsuyuki Abe Hiroyuki Abe                          | Ayako Ono Yumiko Kamakura (?)                        | Masahiro Maehara Mayumi Kuzumaki (?)                      |
| 1977                   | Tokio      | Mitsuru Kōno             | Kumiko Nagahora (?) | Katsuyuki Abe Hiroyuki Abe                          | Ayako Ono Yumiko Kamakura (?)                        | Hiroyuki Abe Kyōko Fukuda (?)                             |
| 1978                   | Tokio      | Norio Takashima          | Yoshiko Shimauchi   | Seiji Ono Shigeru Fukue (?)                         | Ayako Ono Yumiko Kamakura (?)                        | Ken’ichi Sakamoto Eiko Tsukamoto (?)                      |
| 1979                   | Tokio      | Norio Takashima          | Rie Wada            | Seiji Ono Shigeru Fukue (?)                         | Shōko Takahashi Kayoko Kawahigashi                   | Hiroyuki Abe Kyōko Fukuda (?)                             |
| 1980                   | Tokio      | Norio Takashima          | Rie Wada            | Hitoshi Kaihoko Yukihiro Shioda (?)                 | Emiko Kanda Keiko Yamashita                          | Chikara Murakami Mieko Murakami                           |
| 1981                   | Tokio      | Masahiro Maehara         | Yoshiko Shimauchi   | Masahiro Maehara Hiroyuki Abe                       | Emiko Kanda Keiko Yamashita                          | Takanori Komori (?) Kiku Ura (?)                          |
| 1982                   | Tokio      | Kiyoshi Saitō            | Emiko Kanda (?)     | Takehiro Watanabe Kiyoshi Saitō                     | Emiko Kanda Keiko Yamashita                          | Kiyoshi Saitō Yoshiko Shimauchi                           |
| 1983                   | Tokio      | Kiyoshi Saitō            | Mika Hoshino        | Takehiro Watanabe Kiyoshi Saitō                     | Emiko Kanda Keiko Yamashita                          | Kiyoshi Saitō Yoshiko Shimauchi                           |
| 1984                   | Tokio      | Kiyoshi Saitō            | Mika Hoshino        | Takehiro Watanabe Kiyoshi Saitō                     | Miki Kitsukawa Mikako Saitō (?)                      | Katsutoshi Ōtake Kiyomi Ishida                            |
| 1985                   | Tokio      | Kiyoshi Saitō            | Mika Hoshino        | Takehiro Watanabe Kiyoshi Saitō                     | Satomi Yamashita Nobuko Kōno                         | Masaki Sakurai Satomi Yamashita                           |
| 1986                   | Tokio      | Seiji Ono                | Mika Hoshino        | Hiroyuki Kanejima (?) Atsushi Yamauchi (?)          | Miki Kitsukawa Mikako Saitō (?)                      | Kiyoshi Saitō Sachiko Hosokawa                            |
| 1987                   | Tokio      | Jūzō Nukazuka            | Mika Hoshino        | Hiroshi Shibutani Kōji Matsushita                   | Xie Chunying/Shun’ei Sha (?) Chen Lili/Riri Chin (?) | Kiyoshi Saitō Sachiko Hosokawa                            |
| 1988                   | Tokio      | Kiyoshi Saitō            | Rika Satō           | Seiji Ono Masanari Migami (?)                       | Michiyo Yamada (?) Mika Hoshino                      | Kiyoshi Saitō Sachiko Hosokawa                            |
| 1989                   | Tokio      | Kiyoshi Saitō            | Mika Hoshino        | Hiroshi Shibutani Kōji Matsushita                   | Zheng Huiping/Keihyō Tei (?) Zhan Li/Ri Sen (?)      | Huang Jedong/Jakutō Kō (?) Zheng Huiping/Keihyō Tei (???) |
| 1990                   | Tokio      | Kiyoshi Saitō            | Mika Hoshino        | Hiroshi Shibutani Kōji Matsushita                   | Makiko Akiyama (?) Hiroko Yamatani (?)               | Takehiro Watanabe Tomoko Ōno                              |
| 1991                   | Tokio      | Takehiro Watanabe        | Rika Satō           | Seiji Ono Masanari Migami (?)                       | Miki Kitsukawa Rika Satō                             | Takehiro Watanabe Tomoko Ōno                              |
| 1992                   | Tokio      | Kiyoshi Saitō            | Chire Koyama        | Hiroshi Shibutani Kōji Matsushita                   | Fumie Kawano Shiho Ōgaki                             | Takehiro Watanabe Tomoko Ōno                              |
| 1993                   | Tokio      | Kōji Matsushita          | Chire Koyama        | Takehiro Watanabe Yūji Matsushita                   | Shiho Masuda (?) Tomoko Yonekura                     | Akira Takashi Akiyo Muroshige                             |
| 1994                   | Tokio      | Ichirō Imaeda            | Chire Koyama        | Yukinobu Nakata Toshio Tasaki                       | Rika Satō Fusayo Kanagami (?)                        | Atsuhiko Koizumi (?) Naoko Onuki (?)                      |
| 1995                   | Tokio      | Kōji Matsushita          | Chire Koyama        | Hiroshi Shibutani Kōji Matsushita                   | Fumie Kawano Shiho Ōgaki                             | Akira Kitō Yuka Nishii                                    |
| 1996                   | Tokio      | Kiyonobu Iwasaki         | Chire Koyama        | Yukinobu Nakata Toshio Tasaki                       | Yuki Takakusa (?) Ai Sakata                          | Akira Kitō Yuka Nishii                                    |
| 1997                   | Tokio      | Seikō Iseki              | Chire Koyama        | Yukinobu Nakata Toshio Tasaki                       | Fumie Kawano Shiho Ōgaki                             | Masahiro Hashimoto Masami Kaneuji                         |
| 1998                   | Tokio      | Seikō Iseki              | Ai Sakata           | Toshiaki Satō Yoshiki Inoue                         | Miyuki Nishii Yuka Nishii                            | Takahiro Kawashima Kinuko Iseki                           |
| 1999                   | Tokio      | Hiroshi Shibutani        | Chire Koyama        | Hiroshi Shibutani Kōji Matsushita                   | Miyuki Nishii Yuka Nishii                            | Masakatsu Andō Yuka Nishii                                |
| 2000                   | Tokio      | Seikō Iseki              | Chire Koyama        | Akira Kitō Naotaka Nohira                           | Miyuki Nishii Yuka Nishii                            | Hitoshi Kobayashi Miyuki Nishii                           |
| 2001                   | Tokio      | Kōji Matsushita          | Aya Umemura         | Hiroshi Shibutani Kōji Matsushita                   | Aya Umemura Keiko Okazaki                            | Yōsuke Kurashima Tomoe Kawamura                           |
| 2002                   | Tokio      | Kōji Matsushita          | Aya Umemura         | Yōsuke Kurashima Shinnosuke Kihō                    | An Konishi Ai Fukuhara                               | Masato Watanabe Hime Tōgō                                 |
| 2003                   | Tokio      | Seikō Iseki              | Sayaka Hirano       | Akira Kitō Toshio Tasaki                            | An Konishi Ai Fukuhara                               | Shū Arai An Konishi                                       |
| 2004                   | Tokio      | Kaii Yoshida             | Sayaka Hirano       | Yōsuke Kurashima Kunihito Tasei                     | An Konishi Ai Fukuhara                               | Ryūsuke Sakamoto Ai Fukuhara                              |
| 2005                   | Tokio      | Kaii Yoshida             | Saki Kanezawa       | Yōsuke Kurashima Kunihito Tasei                     | Mikie Takahashi Yuka Shiozaki                        | Takuya Adachi Haruna Fukuoka                              |
| 2006                   | Tokio      | Jun Mizutani             | Sayaka Hirano       | Jun Mizutani Seiya Kishikawa                        | Saki Kanazawa Hiroko Fujii                           | Ryūsuke Sakamoto Ai Fukuhara                              |
| 2007                   | Tokio      | Jun Mizutani             | Sayaka Hirano       | Jun Mizutani Seiya Kishikawa                        | Ai Fukuhara Moemi Terui                              | Kunihito Tasei Mikie Tasei                                |
| 2008                   | Tokio      | Jun Mizutani             | Sayaka Hirano       | Jun Mizutani Seiya Kishikawa                        | Sayaka Hirano Kasumi Ishikawa                        | Kunihito Tasei Mikie Tasei                                |
| 2009                   | Tokio      | Jun Mizutani             | Wang Hui/Ki Ō       | Jun Mizutani Seiya Kishikawa                        | Hiroko Fujii Misako Wakamiya                         | Kenta Matsudaira Kasumi Ishikawa                          |
| 2010                   | Tokio      | Jun Mizutani             | Kasumi Ishikawa     | Kenta Matsudaira Kōki Niwa                          | Hiroko Fujii Misako Wakamiya                         | Tatsuo Seyama Yuka Sakamoto (?)                           |
| 2011                   | Tokio      | Maharu Yoshimura         | Ai Fukuhara         | Seiya Kishikawa Jun Mizutani                        | Hiroko Fujii Misako Wakamiya                         | Kenji Matsudaira Misako Wakamiya                          |
| 2012                   | Tokio      | Kōki Niwa                | Ai Fukuhara         | Kenta Matsudaira Kōki Niwa                          | Hiroko Fujii Misako Wakamiya                         | Kenta Tazoe Miyu Maeda                                    |
| 2013                   | Tokio      | Jun Mizutani             | Kasumi Ishikawa     | Masataka Morizono Kohei Sambe                       | Sayaka Hirano Kasumi Ishikawa                        | Kazuhiro Chan Misaki Morizono                             |
| 2014                   | Tokio      | Jun Mizutani             | Kasumi Ishikawa     | Masataka Morizono Kohei Sambe                       | Kasumi Ishikawa Sayaka Hirano                        | Maharu Yoshimura Kasumi Ishikawa                          |
| 2015                   | Tokio      | Jun Mizutani             | Kasumi Ishikawa     | Jun Mizutani Masaki Yoshida                         | Yū Amano Mizaki Nakajima                             | Kenta Tazoe Miyu Maeda                                    |
| 2016                   | Tokio      | Jun Mizutani             | Miu Hirano          | Kōki Niwa Asuka Sakai                               | Yuki Hirata ?                                        | Kenta Tazoe Miyu Maeda                                    |
| 2017                   | Tokio      | Tomokazu Harimoto        | Mima Itō            | Jun Mizutani Yūya Ōshima                            | Mima Itō Hina Hayata                                 | Masataka Morizono Mima Itō                                |
| 2018                   | Osaka      | Jun Mizutani             | Mima Itō            | Yūto Kizukuri Tomokazu Harimoto                     | Mima Itō Hina Hayata                                 | Masataka Morizono Mima Itō                                |
| 2019                   | Osaka      | Yukiya Uda               | Hina Hayata         | Kohei Sambe Mizuki Oikawa                           | Mima Itō Hina Hayata                                 | Masataka Morizono Mima Itō                                |
| 2020                   | Osaka      | Mizuki Oikawa            | Kasumi Ishikawa     |                                                     |                                                      |                                                           |
| 2022                   |            | Shunsuke Togami          | Mima Itō            | Shunsuke Togami Yukiya Uda                          | Mima Itō Hina Hayata                                 | Tomokazu Harimoto Hina Hayata                             |
| 2025                   |            | Sora Matsushima          | Hina Hayata         |                                                     |                                                      |                                                           |